# Kokava nad Rimavicou
Kokava nad Rimavicou (v minulosti Kokava, Rimavská Kokava, maďarsky Rimakokova, německy Kochseifen, Kockau, Kockenau) je obec na středním Slovensku v okrese Poltár. Žije zde přibližně 2 800 obyvatel.

## Polohopis
Kokava nad Rimavicou leží ve Slovenském rudohoří v Stolických vrších, pod Klenovským Veporem (1338,2 m n. m.), na soutoku Rimavice s Kokavkou. Je přirozeným centrem rozsáhlé horské oblasti severního Novohradu. Katastr obce se nachází v okrese Poltár, do kterého obec administrativně patří. Historický katastr obce byl podstatně větší a rozprostíral se na rozhraní tří regionů: stolice Gemersko – Malohontské (část současného okresu Rimavská Sobota), stolice Novohradské (okres Lučenec) a stolice Zvolenské.

### Dopravní spojení
Kokava nad Rimavicou je křižovatkou tří dopravních tras: Východo-západní (silnice II. třídy č. 526), severo-jižní (cesta II. třídy č. 595 a železniční trati č. 162. Z toho vyplývá i relativně snadná dostupnost všech významnějších center společenského a obchodního života. Na východ je to obec Klenovec a město Hnúšťa, z nichž je spojení dále severně na Tisovec, Muráň, Slovenský ráj či Poprad, nebo jižně na Rimavská Sobota. Na západ jsou to Hriňová, Detva, Zvolen a Banská Bystrica. Severně jsou to obce Utekáč, Čierny Balog a město Brezno, odkud je spojení západně na Banskou Bystrici, východně na Slovenský ráj a severně do Nízkých Tater, horským průsmykem Čertovica do oblasti Vysokých Tater. Jižním silničním i železničním tahem je spojení na Zlatno, Poltár, Lučenec, odkud je možnost přechodu do Maďarska.

### Vývoj názvu obce
- 1773 Kokova
- 1786 Kokawa
- 1808 Kokova, Kokawa
- 1863-1907 Kokova
- 1907 -1920 Rimakokova
- 1920 -1927 Kokava, Rimavská Kokava
- Od 1927 Kokava nad Rimavicou

## Příroda
Na území obce se nacházejí čtyři lokality chráněné zpřísněným režimem kategorie C. Je zde zaznamenáno 10 chráněných druhů savců, 65 druhů ptáků, 3 druhy plazů, 3 druhy obojživelníků a 38 botanických druhů. Širší region, do kterého Kokava patří, plní funkci přirozené zásobárny pitné vody pro tři okresy a z toho důvodu se na ni vztahují přísná opatření na ochranu přírody.

## Kultura a zajímavosti

### Památky
- Evangelický kostel, původně gotická halová stavba z roku 1566. Nachází se na vyvýšené poloze nad centrem obce a je její dominantou. Původně byl obklopen obrannou zdí. Kostel prošel mnoha stavebními úpravami a z gotické stavby se dochovaly pouze fragmenty, jako spodní úroveň věže s gotickým portálem. Písemný doklad o příchodu reformace pochází z roku 1596, kdy se stal místní církevní sbor evangelickým. Z roku 1669 pochází hmota predstavené věže. Do roku 1773 se nacházel kolem kostela starý hřbitov. Další úpravy následovaly v roce 1829, kdy došlo k nastavení věže a v roce 1877. V roce 1911 postihl kostel i vesnici celkově katastrofální požár, po kterém musel být kostel z velké části vybudován znovu. V letech 1912–1913 probíhala obnova zničeného kostela do dnešní eklektické podoby i na základě milodarů z okolních sborů i zahraničí. V interiéru byl osazen oltářní obraz od známého stuttgartského malíře Rudolfa Yelina.
- Římskokatolický kostel sv. Petra a sv. Pavla, jednolodní klasicistní stavba z let 1807–1820. K obnovení katolické farnosti došlo v roce 1803. Na sté výročí obnovení farnosti proběhla obnova chrámu a přístavba nové věže. V interiéru kostela se nachází oltářní obraz od Jozefa Hanuly.
- Židovská synagoga, historizující stavba na půdorysu obdélníku z roku 1890. Jde o síňový prostor s rovným stropem a s emporou (ženská galerie) ze tří stran. Dominantní uliční fasáda je členěna výraznou nikou s kruhovým oknem, po stranách se nacházejí dvě půlkruhově ukončená okna. Interiér je dochovaný ve své původní podobě. V současnosti se prostor synagogy využívá jako koncertní a výstavní prostor.

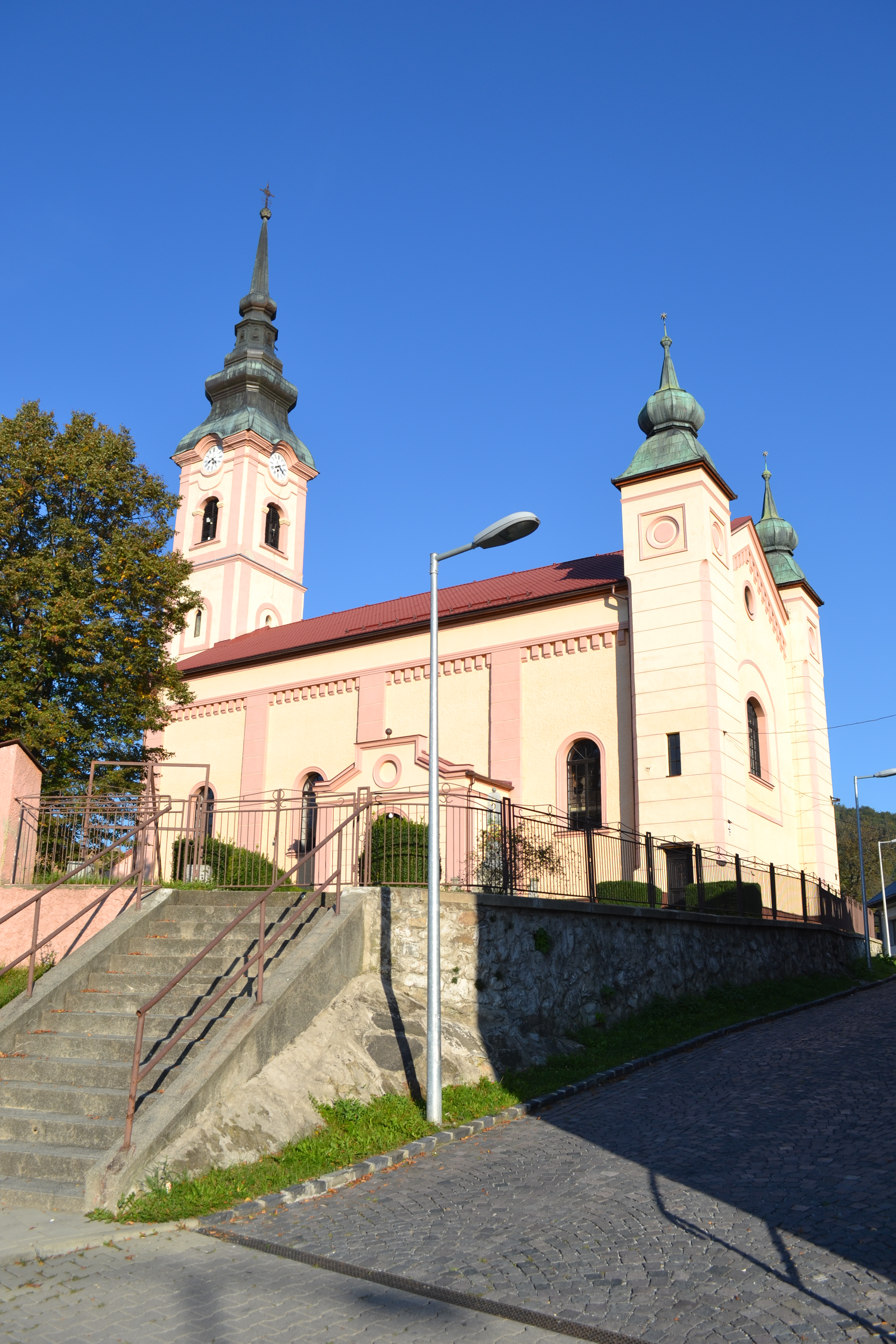
Evangelický kostel
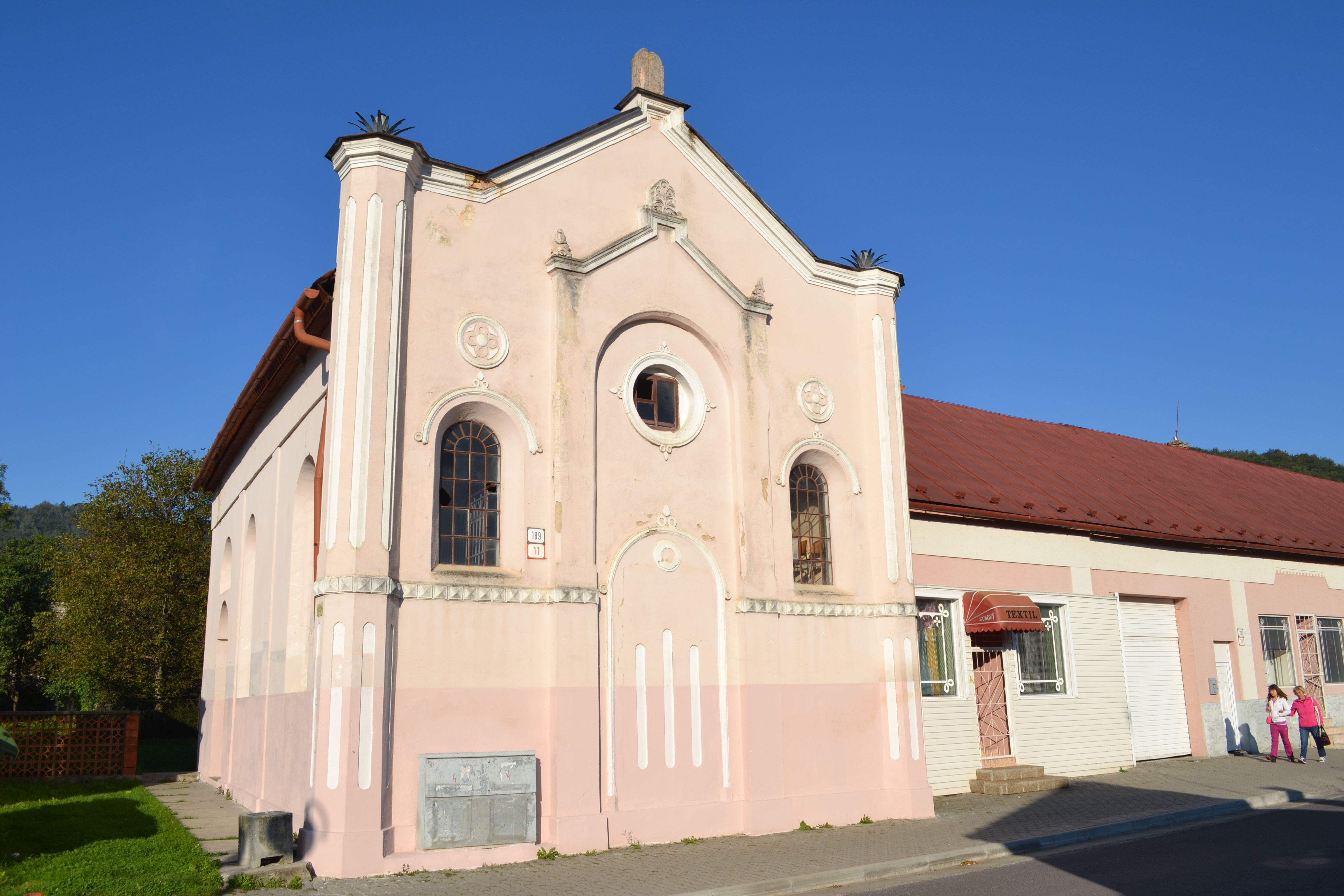
Místní synagoga
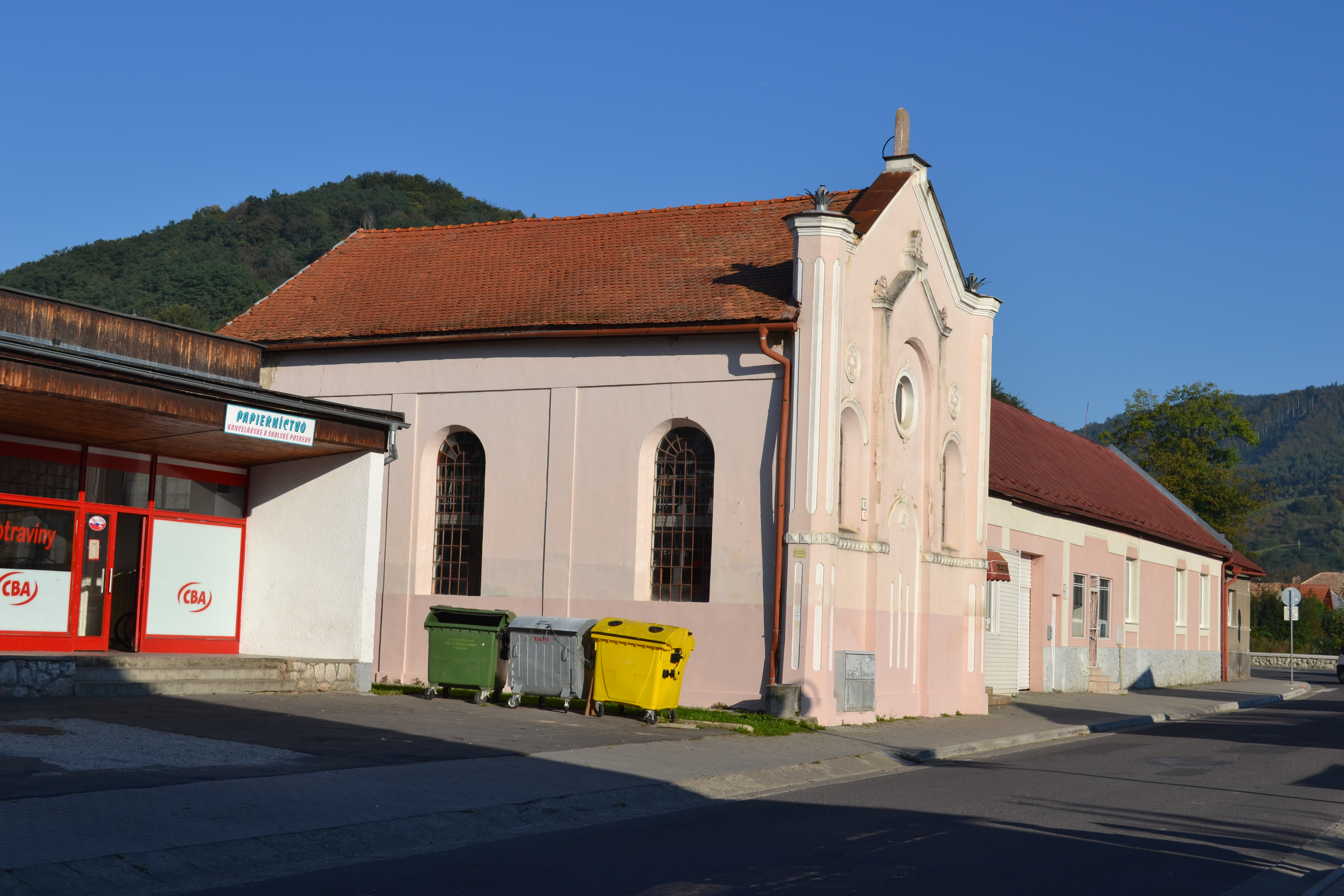

- Forgáchovský zámeček, klasicistní stavba ze začátku 19. století. Jde o dvoupodlažní objekt na půdorysu obdélníku s tříosým rizalitem, ukončeným štítem s tympanonem. Místnosti zámku jsou plochostropé. Zámeček byl znárodněn v roce 1950 a o dva roky později necitlivě přestavěn. V současnosti je zámeček ve špatném technickém stavu a chátrá.
- Pozdně klasicistická kaple z roku 1847.

### Tradice
První písemné záznamy o zemi, kterou tehdy nazývali „koků“ (Koch) pocházejí z roku 1279, kdy si bratři Etruch a Mikuláš dělili rodové majetky ozdínskeho panství, ke kterým „terra Koch“ patřila. Od zmíněné události prošlo mnoho let a lidé, kteří obývali osadu rozloženou na soutoku říčky Rimavica a Kokavka, vystřídali mnoho zeměpánů a mnohdy se obměňoval i název osady. Původní obyvatelé Kokavy byli pastýři, horníci, rolníci, lesní dělníci a řemeslníci. Později k nim přibyli skláři. Dnes je již sociální rozvrstvení obyvatelstva odlišné, ale stále živými a dominantními tradicemi jsou tradice dřeva, skla, hornictví a kolešní. A spojujícím motivem všech je folklór a láska k přírodě.

### Dřevařská výroba
Dřevo se v Kokavě těžilo a zpracovávalo od samotného vzniku osady. Bylo důležitým stavebním materiálem, vyráběly se z něj šindele, dřevěné nádoby a jiné užitkové předměty denní potřeby. Lesy bohaté na dřevo byly rozhodujícím faktorem pro vznik sklářských hutí, papíren a pil. V 17. a 18. století pracovaly na území obce čtyři papírny, největší byla na Chorepe. Dal ji postavit hrabě Anton Forgáč a vyráběla velmi kvalitní papíry. V té době to byla druhá největší papírnu na Slovensku.
Dnes existuje v obci několik dřevozpracujících výrob. Jde nejen o prvotní zpracování kulatiny na stavební a konstrukční účely, ale také o stavební truhlářství, výrobu nábytku, doplňků a lidového nábytku. Pokud můžeme k dřevovýrobě přidat i výrobu píšťalek, fujar a dalších tradičních lidových předmětů, je obraz o tom, co pro Kokavu znamená dřevo, téměř dokonalý. A chybí už jen vůně jehličí a čerstvě nařezaného dřeva. Význam dřeva v životě místních obyvatel se odrazil i v obecním znaku: obec má dva a v obou je motiv dřeva dominantní.

### Sklářská výroba
Sklárny na území obce a v jejím blízkém i vzdáleném okolí začaly vznikat až na přelomu 18. – 19. století. Většina z nich zanikla, ale výroba skla v tomto regionu zaznamenala trvalý přínos do kulturního i hospodářského života jejích obyvatel. Na plošně malém území se zde nacházejí a dodnes vyrábějí nejstarší sklářské hutě na Slovensku. Dnes si lze prohlédnout ještě zachovanou původní technologii ruční výroby skla. Mimořádně cenné jsou některé unikátní výrobky historického dobového skla, uchované většinou v soukromých depozitářích sběratele. Množství překrásných výtvorů neznámých mistrů zdobí nejedno evropské muzeum, galerii, či soukromou sbírku. V současnosti se takové sklo již nevyrábí. V nedaleké sklárně v Zlatne se však stále vyrábí známá kalíškovina – Zlatá Zuzana. Od roku 1956 se podle původních postupů nepřetržitě vyrábí a prodává do celého světa.

### Hornictví
Na území Kokavy se netížilo pouze dřevo. Zrod osady je spjat také s prvními těžbami kovů. Těžilo se železo a měď, ale největším lákadlem bylo zlato. Na dlouhou dobu byla těžba zlata zastavena a obnovena byla až v roce 1594, ale ne nadlouho. Obec v roce 1599 přepadly hordy Krymských Tatarů a to bylo pro Kokavu jedno z nejhorších období během celé její historie. Obnovení těžby nastalo koncem 18. století. Povrchová i podpovrchová naleziště se nacházela v hojném počtu na úbočí vrchu Sinec (916 m n. m.). Rýžovalo se v říčce Rimavica i v jejím přítoku, který má pramen pod vrchem Since. Těžba byla definitivně ukončena v roce 1810 pro neustále se zvyšující náklady.

### Kolo
Výraz kolešňa je místní lidový název, který Kokavčané používali pro označení svých hospodářství vzdálených od obce po horách, kde mimo sezónních prací býval obvykle jen jeden člen rodiny, který se staral o dobytek. Takové zvláštní hospodaření na "Lazech" bylo v minulosti rozšířeno ve dvou velkých katastrech, Kokava nad Rimavicou a Klenovec. Nikde na Slovensku se takové osídlení nenachází. Vedle kolešní byly po horách i lázová hospodářství, lišící se od kolešní tím, že na nich trvale bydlely celé rodiny. Takové osídlení je už typické pro mnohé další regiony Slovenska. Rolnický a pastýřský způsob života vytvořil osobitou kulturu nevelké komunity lidí, která byla charakteristická zvláštními návyky, výrazovými prostředky, oblékáním, zpěvem, tancem a lidovým uměním.

## Sport
Působí zde fotbalový klub FK Start Kokava nad Rimavicou.

## Osobnosti obce

### Rodáci
- Darina Bancíková (1922–1999), evangelická farářka, první žena v ECAV ordinovaná k duchovenské službě.
- Vladimír Babnič (1926–2011), prozaik a publicista
- Richard Blech (1930–2017), filmový kritik a historik, encyklopedista, vysokoškolský učitel
- Viera Handzová (1931–1997), spisovatelka, publicistka a překladatelka
- Igor Kovačovič (* 1938), choreograf a kulturně osvětový pracovník

### Působili zde
- Michal Miloslav Bakulíny (1819–1892), úředník, národně-kulturní pracovník, jeden ze zakladatelů Matice slovenské
- Ctibor Ján Handzo (1906–1972), evangelický farář, náboženský spisovatel a církevní historik